# Cláudio Seto
Cláudio Seto, nascido Chuji Seto Takeguma (Guaiçara, 22 de julho de 1944 – Curitiba, 15 de novembro de 2008), foi um polímata brasileiro, descendente de japoneses, que se destacou nas áreas de artes plásticas (sendo um dos mais renomados desenhistas de quadrinhos no Brasil), poesia, fotografia, animação cultural e bonsaísmo.
Descendente de samurais, Seto introduziu o estilo mangá nos quadrinhos brasileiros em 1967, quando passou a trabalhar na Edrel, com as publicações O Samurai, Ninja - o Samurai Mágico e Ídolo Juvenil, onde publicou Flavo (inspirado em Astro Boy de Osamu Tezuka) que tinham seu texto e desenhos.
Em 1975, depois do fim da Edrel devido a censura ditatorial, Seto retornou a sua cidade natal, onde foi eleito vereador por duas gestões.
Atuou também como Onmyoji de uma seita Onmyōdō, atendendo pelo nome religioso de Onmyoji Seto Shamon, seus conhecimentos foram mostrados no livro "Horóscopo Japonês", escrito em parceria com Minami Keizi, publicado no ano de 2008 em comemoração ao Centenário da imigração japonesa ao Brasil.
Seu último livro foi Lendas trazidas pelos imigrantes do Japão, publicado pela Devir Livraria.

## Carreira
O nome Cláudio Seto foi adotado por Chuji a fim de receber um diploma no curso primário. Na época, na escola rural de Jundiaí, no bairro do Engordadouro, não entregavam diploma para pagãos, e Chuji era budista. Chuji, e mais meia dúzia de nisseis que estudavam lá, foram devidamente catequizados como faziam com índios na época colonial.
Em 1967, começou a colaborar com a Edrel, e lá fundou o estúdio Seto Produções Artísticas e criou personagens inspirados no que se produzia no Japão daquela época, sobretudo pelo shojo (mangá para meninas) da artista Hideko Mizuno pelo gekigá (mangá para adultos) de Sanpei Shirato.
Em 1978, Seto passou a fazer parte da Editora Grafipar de Curitiba, onde trouxe de volta sua personagem Maria Erótica, que era publicada pela Edrel, republicou suas histórias de Samurai e voltou a desenhar mangás com seu Super-Pinóquio (outro personagem inspirado em Astro Boy), além de roteirizar Robô Gigante, ilustrado por Watson Portela criou também a personagem de faroeste Katy Apache, uma brasileira criada entre índios apaches. A ideia inicial era publicar o faroeste italiano Swea Otanka, sobre uma índia loira descendente de vikings. Seto se opôs e resolveu criar sua própria série protagonizada por uma mulher no faroeste. Tal qual a personagem de Raquel Welch no filme de faroeste Hannie Caulder de 1971, Katy vestia apenas um poncho.
Mesmo sendo reconhecido como um dos precursores do estilo mangá, Seto foi aconselhado a mudar de estilo, alguns de ser trabalhos foram inspirados em fotonovelas italianas e em artistas da Revista MAD.
Foi conselheiro da Associação Brasileira de Desenhistas de Mangá e Ilustrações (Abrademi), na época de sua fundação em 1984, e depois foi presidente da unidade Paraná da mesma.
Trabalhou nos jornais Tribuna do Paraná e O Estado do Paraná publicando charges, e no jornal Correio de Notícias publicando tiras.
Claudio Seto faleceu vítima de AVC.

## Irmão gêmeo e viagem ao Japão
Em entrevistas disponíveis na internet, Seto afirmava ter um irmão gêmeo e que esse se chamava Cláudio e que ambos teriam viajado constantemente ao Japão e que se revezavam na Edrel e na Grafipar, sem que ninguém percebesse; essa história do irmão gêmeo é considerada como uma piada do quadrinista, além de não ter confirmação sobre viagem ao Japão.

## Homenagens
Em julho de 2008, em virtude do centenário da imigração japonesa ao Brasil, Seto foi homenageado pelo Troféu HQ Mix, o troféu da edição 2008 da premiação foi baseado na revista O Samurai, publicada pela Edrel, nessa edição da premiação foram premiados os quadrinistas da editora Minami Keizi, Fernando Ikoma, os irmãos Paulo e Roberto Fukue e o animador e cartunista Ypê Nakashima (1926-1974), conhecido pelo filme animado Piconzé (1972). O premio foi recebido pelo filho, Itsuo Nakashima, que também atua como animador.
Em 2010, surgiu em Curitiba o evento Seto Matsuri – Festival da Cultura Nipo-Brasileira e tributo ao multiartista Claudio Seto. No ano seguinte foi lançado o documentário em DVD O Samurai de Curitiba, de Roberto Machado e José Carlos Padilha; na ocasião foi relançado o livro Ayumi - Caminhos Percorridos, escrito por Seto e Maria Helena Uyeda. O livro conta a história da imigração japonesa em Curitiba.
Em 2015, Seto foi homenageado na graphic novel A Samurai de Mylle Silva (roteiro), Yoshi Itice, Vencys Lao, Guilherme Match, Mika Takahashi, Bianca Pinheiro, Herbert Berbert, Leonardo Maciel e Gustavo Borges (desenhos).